# Centropogon vernicosus
Centropogon vernicosus är en klockväxtart som beskrevs av Alexander Zahlbruckner. Centropogon vernicosus ingår i släktet Centropogon och familjen klockväxter. Inga underarter finns listade i Catalogue of Life.